# Yakuza 4
Yakuza 4, originariamente pubblicato in Giappone come Ryū ga Gotoku 4: Densetsu o Tsugumono (龍が如く4 伝説を継ぐもの?, Ryū ga Gotoku 4: Densetsu o Tsugumono, lett. "Come un drago 4: il successore della leggenda"), è un videogioco sviluppato e pubblicato da SEGA esclusivamente per PlayStation 3.. È il quarto capitolo del filone narrativo principale della saga di Yakuza. Il titolo è stato annunciato il 24 luglio 2009, ed un video promozionale del gioco è stato presentato al Tokyo Game Show del 2009, mentre una anteprima della storia principale è stata resa disponibile il 13 gennaio 2010.
Il videogioco è il sequel di Yakuza 3 ed è stato pubblicato il 18 marzo 2010 in Giappone, dopo che un demo giocabile era stato reso disponibile gratuitamente sul PlayStation Store giapponese il 5 marzo 2010. La pubblicazione del gioco in Europa ed America del Nord è stata confermata nel marzo 2011.
Yakuza 4 ha ricevuto un riconoscimento per l'eccellenza in occasione del Japan Game Awards 2010. Inoltre ha ricevuto un punteggio di 38/40 dalla rivista Famitsū.
Una versione per PlayStation 4, Yakuza 4 HD Remastered, con grafica migliorata e risoluzione video aumentata, è stata pubblicata in Giappone il 17 gennaio 2019 su Playstation Store. La versione remastered sarà successivamente pubblicata in occidente il 29 ottobre 2019.

## Trama
2010, Kamurocho. Shun Akiyama, un pigro usuraio proprietario della Sky Finance, durante una serie di recuperi crediti scopre che membri del Clan Ueno Seiwa, una famiglia della Yakuza coinvolta in una lotta di potere con il Clan Tojo dagli anni '80, stanno causando disordini; dopo averli raggiunti, Akiyama sconfigge entrambi mentre arrivano i membri del Clan Tojo Hiroaki Arai e Takeshi Kido. Uno degli uomini, Masaru Ihara, spara ad Arai e fugge e, quando Akiyama torna nel suo ufficio, scopre che Arai ha ucciso Ihara. Arai fugge e Akiyama viene portato in questura per essere interrogato; grazie alla sua segretaria Hana, Akiyama viene liberato, ma il detective Junji Sugiuchi avverte l'uomo di stare lontano dagli yakuza per non avere problemi. Tornato nel suo ufficio, Akiyama rivela a Kido il suo passato: un tempo brillante impiegato di una banca a Kamurocho, era stato incastrato per furto e aveva perso ogni cosa, tra cui la sua fidanzata, nel vano tentativo di vincere la causa. Divenuto un senzatetto, aveva assistito all'esplosione della Millennium Tower ed era riuscito a raccogliere del denaro, prima di venir salvato da Arai da un attacco di dei teppisti; usando poi la sua intelligenza e le sue conoscenze in ambito economico, era riuscito ad incrementare il suo patrimonio e ad avviare la propria attività. Più tardi, una donna di nome Lily richiede un prestito di 100 milioni di yen, cosa che Akiyama accetta ad una condizione: la donna deve guadagnare 3 milioni di yen suo club, l'Elise; durante il test, Akiyama rivela i suoi sentimenti per la donna, che sembra ricambiare. Tuttavia, l'uomo scopre che il patriarca della famiglia di Kido e il proprietario di un bar sono state uccise ed entrambe avevo un legame con Lily e la famiglia Shibata; una volta concluso il test, Akiyama affronta la donna che nega di averli uccisi, dopodiché lei prende i soldi e dice addio all'uomo. Dopo che Hana si licenzia a causa dell'azioni di Akiyama, quest'ultimo viene contattato dal manager dell'Elise che gli comunica che una famiglia della Yakuza sta creando casini; una volta raggiunti, Akiyama si scontra con Daisaku Minami, capitano della famiglia Majima che sta cercando Lily, e poi incontra Goro Majima, che rivela di essere alla ricerca di Lily, il cui vero nome è Yasuko Saejima.
1985. Majima e il suo fratello di sangue, Taiga Saejima, si preparano ad assassinare il presidente del Clan Ueno Seiwa; successivamente Saejima è costretto a eseguire l'omicidio da solo in quanto Majima non si presenta, uccidendo diciotto uomini, sebbene il presidente e un l'ufficiale Isao Katsuragi sopravvivano a sua insaputa. Saejima viene condannato a morte e, passati 25 anni, pochi giorni prima della sua esecuzione programmata, viene trasferito in una prigione al largo della costa di Okinawa. Dopo essere stato malmenato dalle guardie e dal loro capo Saito in seguito ad una rissa in prigione, incontra l'ex patriarca del Tojo Goh Hamazaki, incarcerato per aver tentato di uccidere Kiryu, che rivela a Saejima la verità sul colpo al Clan Seiwa. I due fuggono dopo una lunga e difficile lotta con le guardie della prigione e Hamazaki sembra sacrificarsi per salvare Saejima da Saito. Saejima si ritrova sulla spiaggia e incontra Kiryu e Haruka. Con l'aiuto di Kiryu e in seguito ad uno scontro con lui, Saejima riesce a raggiungere Kamurocho dove tenta di rintracciare il suo vecchio patriarca e Majima; con l'aiuto del Fiorista del Sai e dopo aver combattuto per lui, quest'ultimo riesce ad indirizzarlo dal patriarca, Sasai, ormai ridotto ad un anziano senile. Tornato in un rifugio sicuro, Saejima incontra Minami, che gli offre l'opportunità di incontrare Majima a patto che sconfigga lui e il resto della famiglia; dopo un lungo combattimento che lo vede vincitore, Saejima riesce ad incontrare il suo fratello giurato che, sapendo le sue motivazioni, lo affronta e facendo finire il combattimento in un pareggio. A quel punto, il Cane Pazzo di Shimano rivela la verità su ciò che successe 25 anni prima: poco prima di raggiungere il fratello giurato, Majima era stato raggiunto da Kazuo Shibata, patriarca della famiglia Shibata, che gli ordinò di non partecipare al colpo contro il Clan Ueno Seiwa per non coinvolgere la famiglia Dojima e lasciare da solo Saejima. Al rifiuto del ragazzo, Shibata sguinzagliò i suoi uomini e, nonostante la resistenza di Majima, alla fine lo sconfissero, lo incatenarono ad un palo e uno degli uomini di Shibata gli cavò un occhio.
Masayoshi Tanimura, detective di Kamurocho dal carattere irrispettoso ma di buon cuore, viene incaricato di indagare sull'omicidio di Ihara; durante le sue indagini incontra Yasuko, che nonostante le domande si rifiuta di rivelare al poliziotto la verità, e la salva dalla Famiglia Shibata quando viene rapita. Scopre che il patriarca Shibata sta lavorando con Arai e ha organizzato l'omicidio del 1985 con l'aiuto di Katsuragi e poco dopo Arai uccide Shibata su ordine di Katsuragi e fugge. Una volta al sicuro, Yasuko rivela a Tanimura che suo padre stava indagando sull'omicidio, ma è stato ucciso e confessa anche è stata costretta a uccidere gli uomini di Shibata da Katsuragi, che le aveva promesso di riesaminare il caso di Saejima se avesse eliminato gli uomini o gli avesse dato 100 milioni di yen. Tanimura decide di presentarsi all'incontro con Katsuragi al posto della ragazza e gli consegna i soldi ottenuti da Akiyama; Katsuragi rivela di essere stato responsabile dei diciotto omicidi e ordina di uccidere Tanimura, ignorando la sua domanda su chi fosse stato ad uccidere suo padre. Tuttavia, Sugiuchi e una squadra di polizia arriva sul posto, permettendo a Tanimura di scappare con i soldi. Il superiore di Tanimura, Satoshi Hisai, rivela che Sugiuchi era il partner di suo padre; Tanimura si incontra con Akiyama e decide di restituirgli, dopodiché entrambi concludono che Katsuragi stia silenziando chiunque fosse coinvolto nell'omicidio. Yutaka Mishima, amico di Ihara, contatta Tanimura, offrendo di informare su Katsuragi ma, prima che possa ottenere della informazioni utili, Sugiuchi interviene e uccide Mishima, rivelando di essere la talpa di Katsuragi e di aver ucciso il padre di Tanimura. Alla fine di un inseguimento in barca e un furioso scontro, l'anziano poliziotto rivela che lui e Katsuragi hanno coperto l'omicidio con l'aiuto del Vice Commissario Seishiro Munakata ma Hisai, che era la talpa di Munakata, uccide Sugiuchi e si suicida per il senso di colpa.
Nel frattempo ad Okinawa, un sopravvissuto Hamazaki arriva all'orfanotrofio di Kiryu, che lo accoglie nonostante lo sconcerto di Haruka; l'uomo dice a Kiryu che vuole riformarsi e rivela un registro che indica che la polizia ha istigato l'incidente dei 10 miliardi di yen insieme a Kyohei Jingu. Collega lo schema a Munakata e Katsuragi, che pianificano di distruggere il Tojo e permettere all'Ueno Seiwa di prendere il controllo di Kamurocho. Quando Hamazaki sta per costituirsi, lui e Kiryu incontrano Yasuko e, dopo aver sentito la sua storia, le offrono aiuto. Poco dopo Saito arriva con l'ordine di ucciderli, ma Kiryu lo sconfigge e va a Kamurocho con Yasuko; Hamazaki viene ferito e muore poco dopo. In seguito, dopo che Sky Finance viene svuotato di tutti i soldi, Akiyama e Tanimura decidono di lavorare insieme per trovare il colpevole; nel frattempo Kiryu lascia Yasuko con Date e va a incontrare Majima, che viene visto essere arrestato all'uscita della Millenium Tower. Munakata dice a Daigo Dojima del suo piano di dare alla polizia il controllo del crimine organizzato e offre di eliminare l'Ueno Seiwa se Daigo promuove Arai, che si scopre essere un agente di polizia sotto copertura.
Kiryu trova Date drogato da Yasuko e, mentre insegue la ragazza, viene affrontato da Akiyama e Tanimura, riuscendo a sconfiggerli senza troppe difficoltà; una volta raggiunta la casa del Fiorista, lo trova a terra sanguinante e scopre che Yasuko e Saejima sono stati catturati da Katsuragi. Al Serena, Akiyama dice a tutti che Kido, su ordine di Katsuragi, ha rubato 100 miliardi di yen da lui; dopo aver sconfitto tutti i membri del Clan Ueno Seiwa al Kamurocho Hills, Katsuragi viene raggiunto da Kiryu e gli dice che restituirà i Saejima e i soldi in cambio del registro, ma Kido spara a Katsuragi e consegna il registro ad Arai, che in un colpo di scena gli spara e fugge. Katsuragi tenta di sparare a Saejima ma Yasuko prende il proiettile al posto suo, prima di sparargli e morire; nel frattampo Arai spara a Munakata quando quest'ultimo gli ordina di rapire Haruka e gli orfani di Kiryu per recuperare i soldi. Kiryu usa le morti di Hamazaki e Yasuko per motivare Saejima, Tanimura e Akiyama e i quattro elaborano un piano: useranno i soldi di Akiyama come esca sul tetto della Millennium Tower e affrontare i presenti. Daigo e Arai arrivano per reclamarli, insieme a Kido, che rivela di lavorare per Daigo mentre Munakata, che aveva finto la propria morte, è accompagnato da degli agenti per uccidere gli altri. Akiyama, Kiryu, Saejima e Tanimura arrivano sul posto con un elicottero, sconfiggendo Arai, Daigo, Kido, e Munakata e i suoi uomini. Quando Munakata dichiara di essere intoccabile, Date distribuisce giornali che espongono la sua corruzione, così spara ad Akiyama, ma un pacco di soldi ferma il proiettile. Di fronte alla prigione, Munakata si suicida mentre Arai si consegna alle autorità.
Mesi dopo, il gruppo si incontra fuori dall'ufficio di Akiyama, dove intende riavviare la sua attività con Hana, ritornata da lui dimagrita. Date rientra in polizia affiancato da Tanimura e chiede a Kiryu cosa intende fare; Kiryu, Daigo e un Majima appena liberato nominano Saejima come patriarca della sua famiglia presso la sede del Clan Tojo.

## Accoglienza
La rivista Play Generation diede al gioco un punteggio di 90/100, apprezzando il fatto che fosse il capitolo più completo e longevo della serie grazie alla presenza di quattro personaggi giocabili, 23 minigame e nuovi scenari e come contro la grafica che non riusciva a stupire, la trama lineare e l'audio in giapponese che si rivelava un'arma a doppio taglio, finendo per trovarla un'avventura ricca, divertente e con un'ambientazione dettagliatissima, ma che presentava qualche difficoltà per i non anglofoni, riferendosi al fatto che i sottotitoli fossero interamente in inglese.

## Curiosità
Il rapper Zeebra ha pubblicato un singolo, Butterfly City, che è stato usato nel gioco.